# Taylorsville (Észak-Karolina)
Taylorsville város az USA Észak-Karolina állam Alexander megyéjében, melynek megyeszékhelye is. Lakosainak száma 2320 fő (2020. április 1.).

## Népesség
A település népességének változása:
| Lakosok száma | 169  | 2098 | 2320 |
|               | 1870 | 2010 | 2020 |